# Palazzo Doria De Fornari
Il palazzo Doria De Fornari è un edificio italiano, sito a Genova in piazza De Ferrari 4, nel centro storico di Genova. È uno dei Palazzi dei Rolli designati, al tempo della Repubblica di Genova, a ospitare gli ospiti di alto rango per conto del governo, durante le visite di stato.

## Storia
Costruito in epoca medievale, aveva verosimilmente accesso da piazza San Matteo, ed è infatti coerente per cronologia e impianto architettonico-decorativo con gli altri edifici della casata dei Doria, come mostrano le arcate su pilastri bicromi bianchi e neri e capitelli gotici rinvenute negli ambienti al piano terreno, sottostanti al calpestio della moderna piazza De Ferrari.
Fu rinnovato tra la fine del Cinquecento e l'inizio del Seicento, contestualmente all'ampliamento di piazza Nuova (piazza Matteotti) e alla risistemazione della piazza San Domenico (poi piazza De Ferrari), allora dominata dalla chiesa e dal convento dei Domenicani (fino agli anni '20 dell'Ottocento, nello spazio che occuperanno poi Teatro Carlo Felice e Palazzo dell'Accademia ligustica di belle arti).
Presumibilmente nel XVII secolo il palazzo venne arricchito sul fronte verso il lato della moderna piazza De Ferrari da un giardino terrazzato limitato da due logge laterali, che caratterizzavano la facciata dell'edificio fino alla completa trasformazione e risistemazione ottocentesca della piazza e dei palazzi antistanti, dopo la demolizione del convento domenicano.
Costruito per la famiglia dei Doria, passò poi alla famiglia De Fornari. Nell'Ottocento l'edificio fu trasformato in albergo, nel 1855 Albergo «Lega Italiana», poi Grand Hotel De Gènes, infine il Banco di Chiavari.
L'edificio fu riqualificato nel XIX secolo.

## Descrizione
Il palazzo presenta una facciata in stile neoclassico con una facciata rifatta nel XIX secolo nel tipico stile neoclassico ligure dell'epoca, quando l'antica piazza San Domenico fu rivoluzionata con l'abbattimento del convento di San Domenico e la costruzione del Teatro Carlo Felice e poi di piazza De Ferrari.
Al suo interno, al piano nobile, gli ambienti conservano decorazioni tardo settecentesche di pregio: affreschi di Lorenzo De Ferrari (il proto neoclassico salotto con Apollo e le arti); stucchi probabilmente su suo disegno in più ambienti (un salotto è dedicato alle storie di Enea) e nella piccola galleria; affreschi tra partiture in stucco di Francesco Campora (salotto con il Mito di Prometeo e altri miti classici e alcova con la Nascita di Amore) e una sala dipinta dal fiorentino Sigismondo Betti con complesse raffigurazioni allegoriche legate al passaggio del tempo.

## Galleria d'immagini

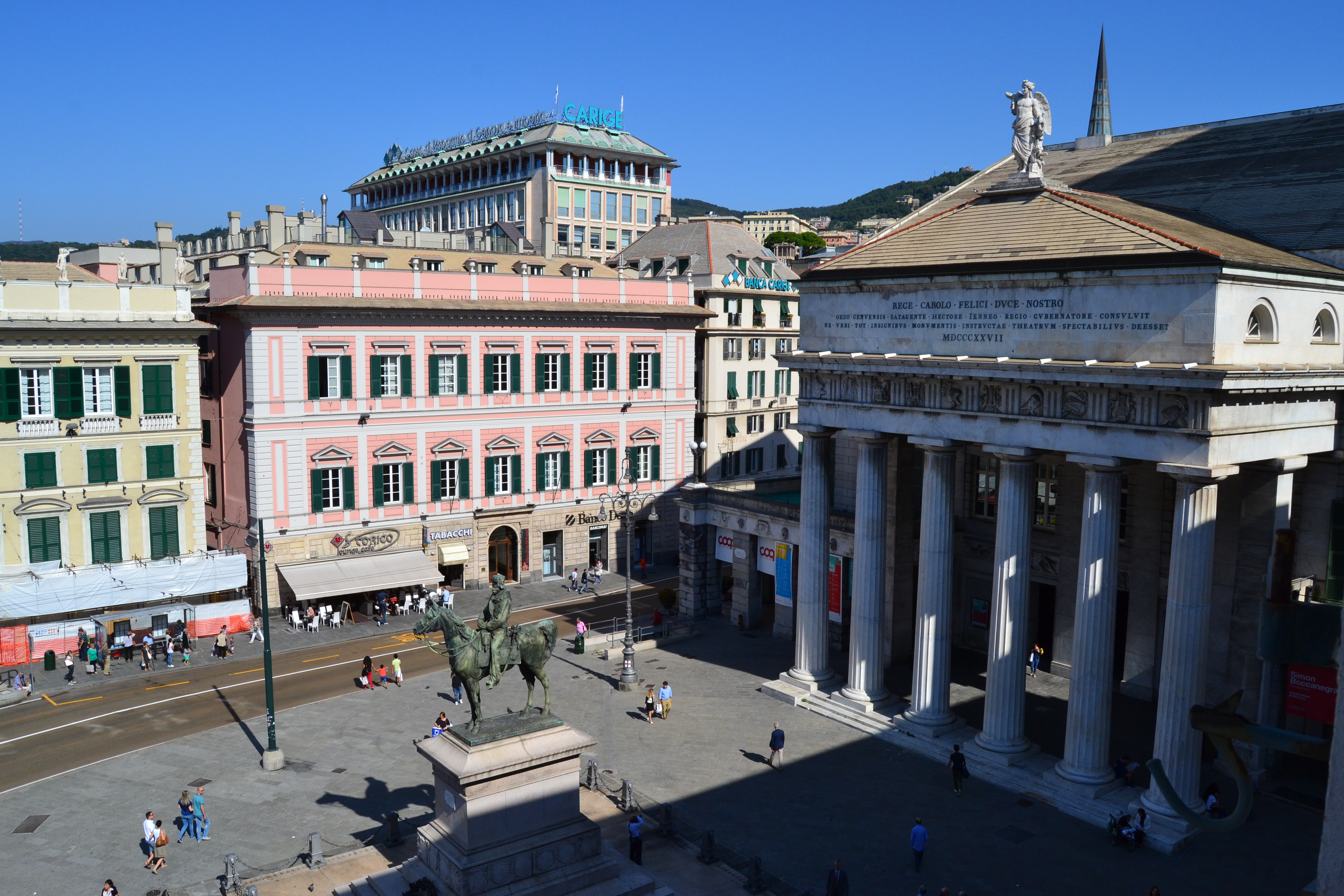
Il complesso in piazza De Ferrari
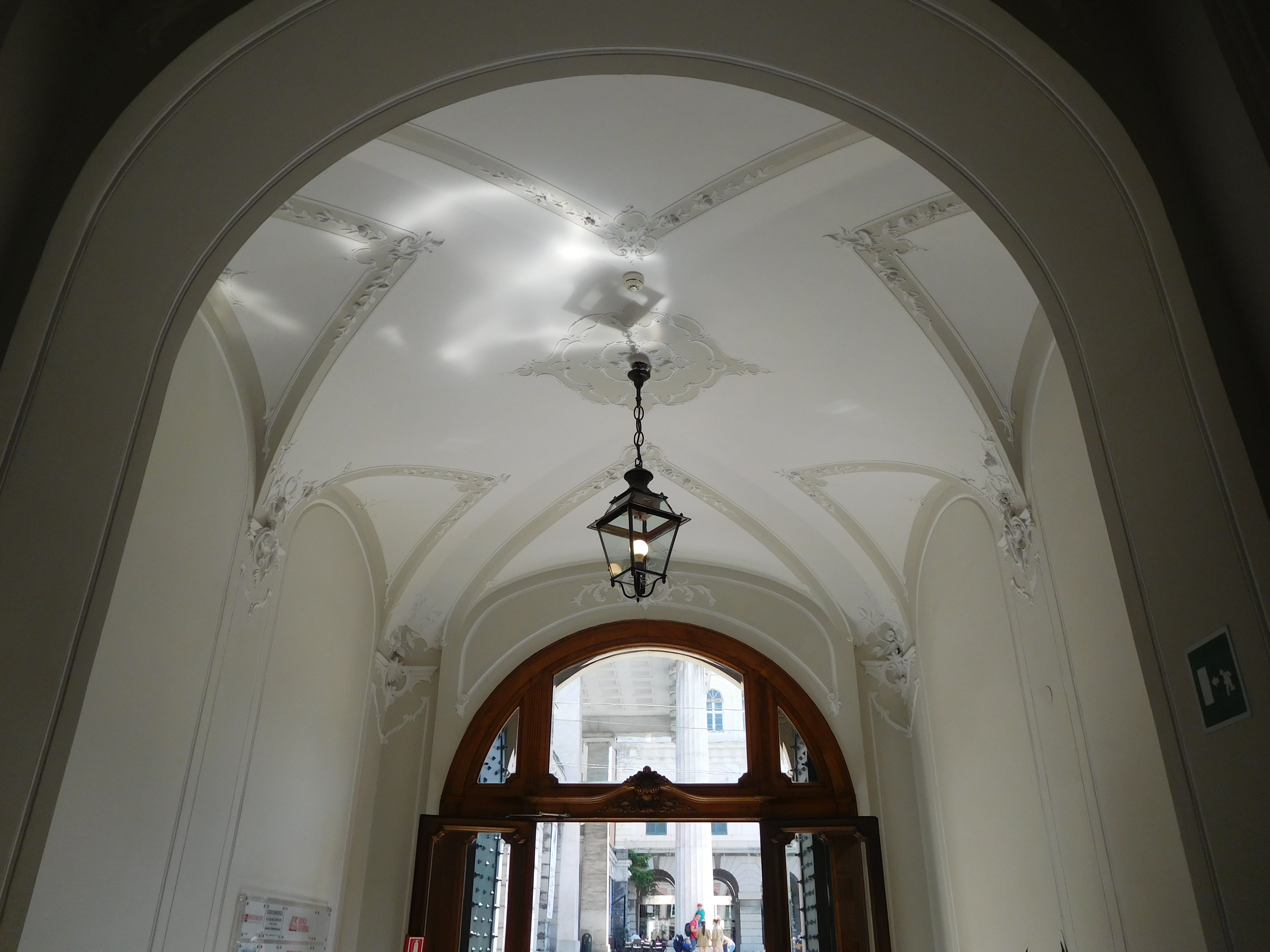
Dettaglio dell'ingresso
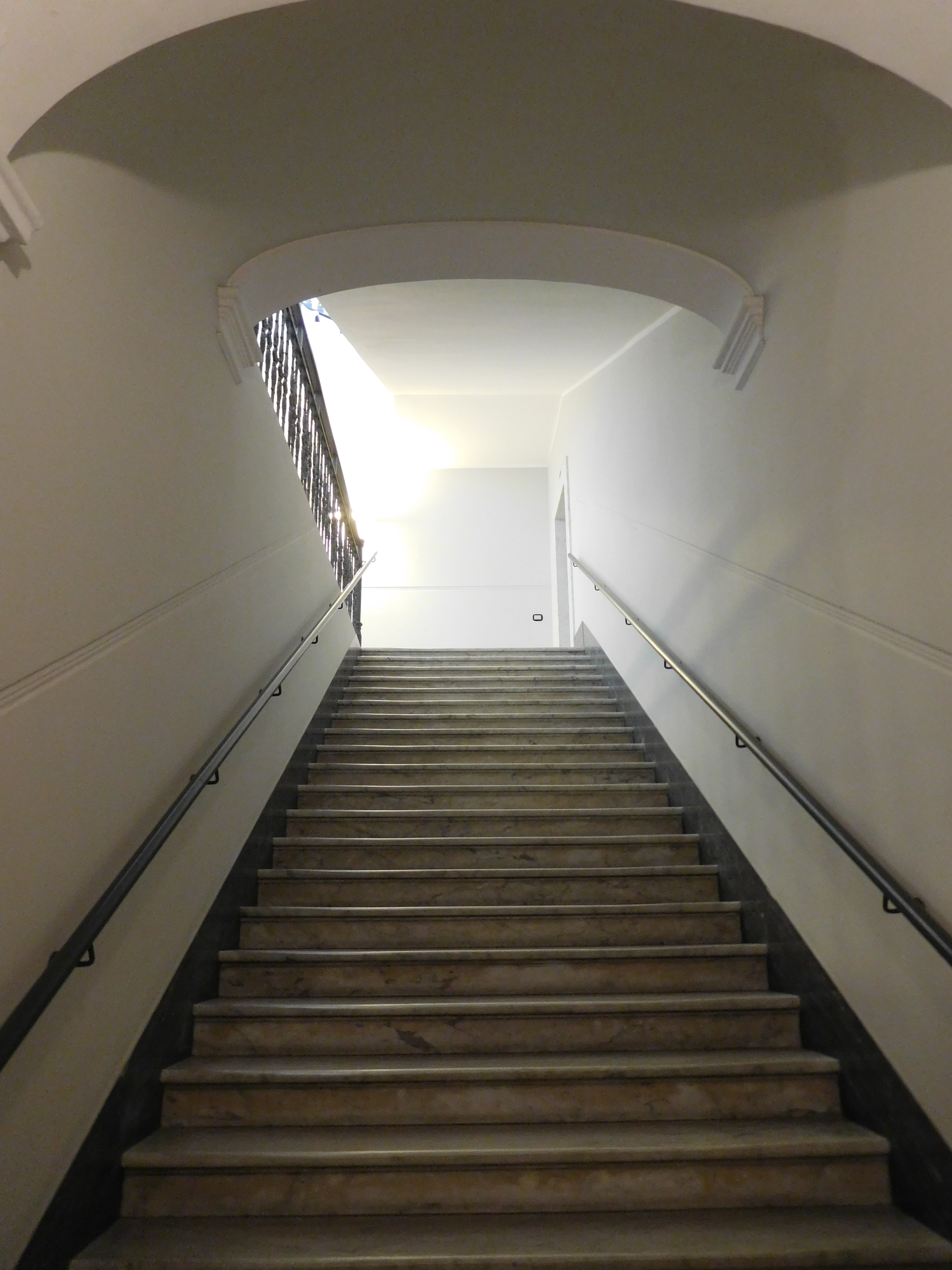
Lo scalone marmoreo
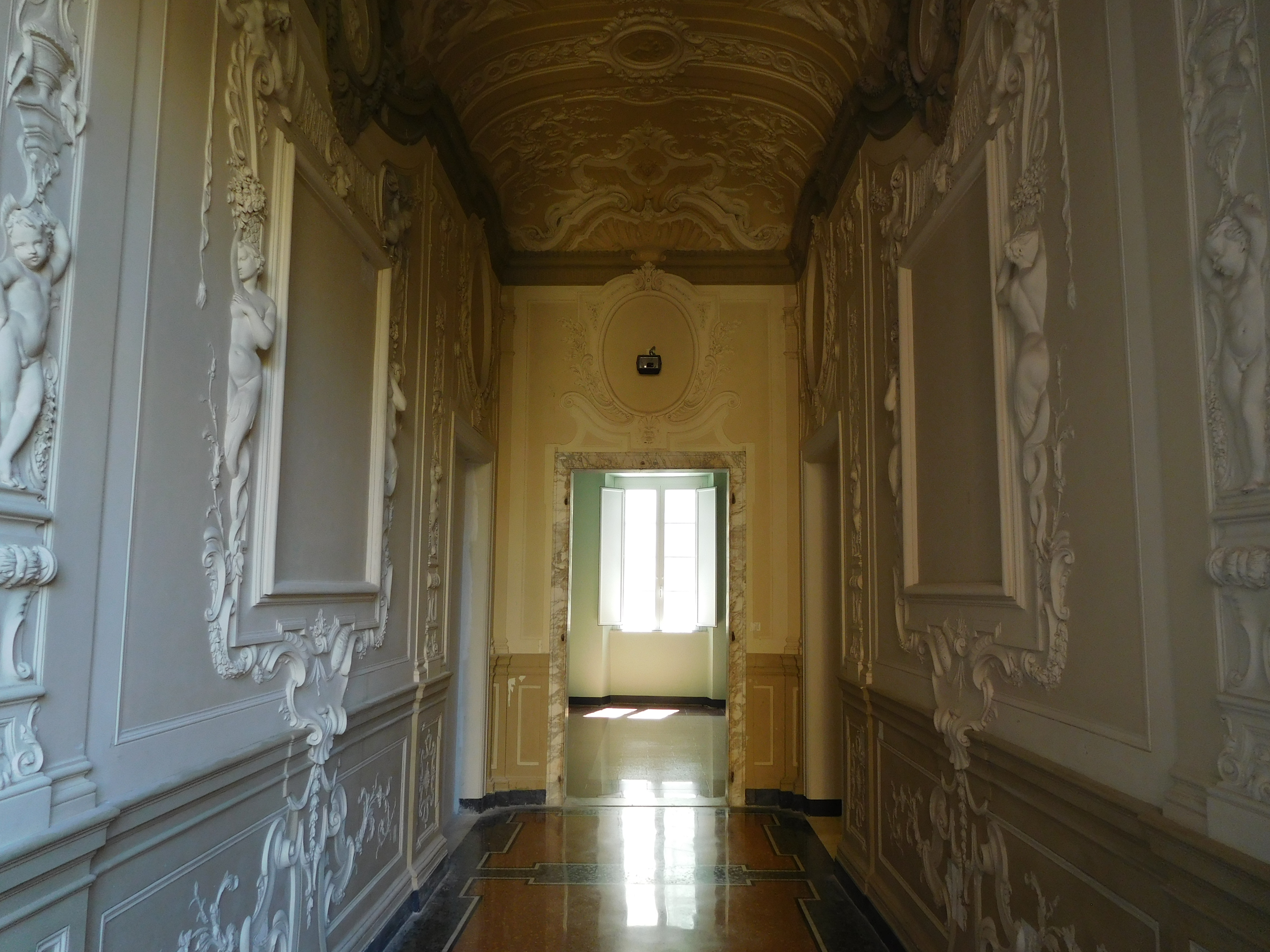
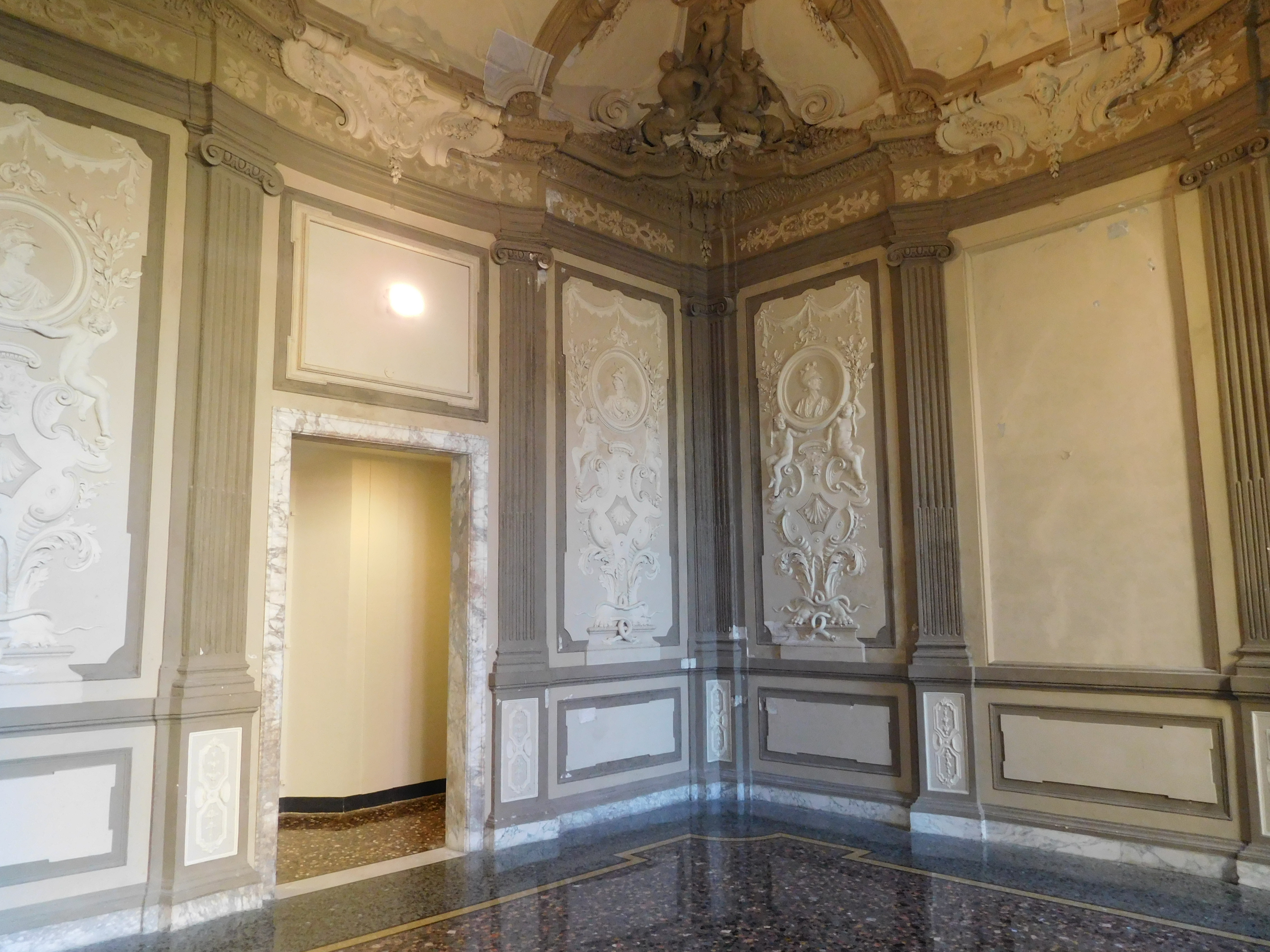
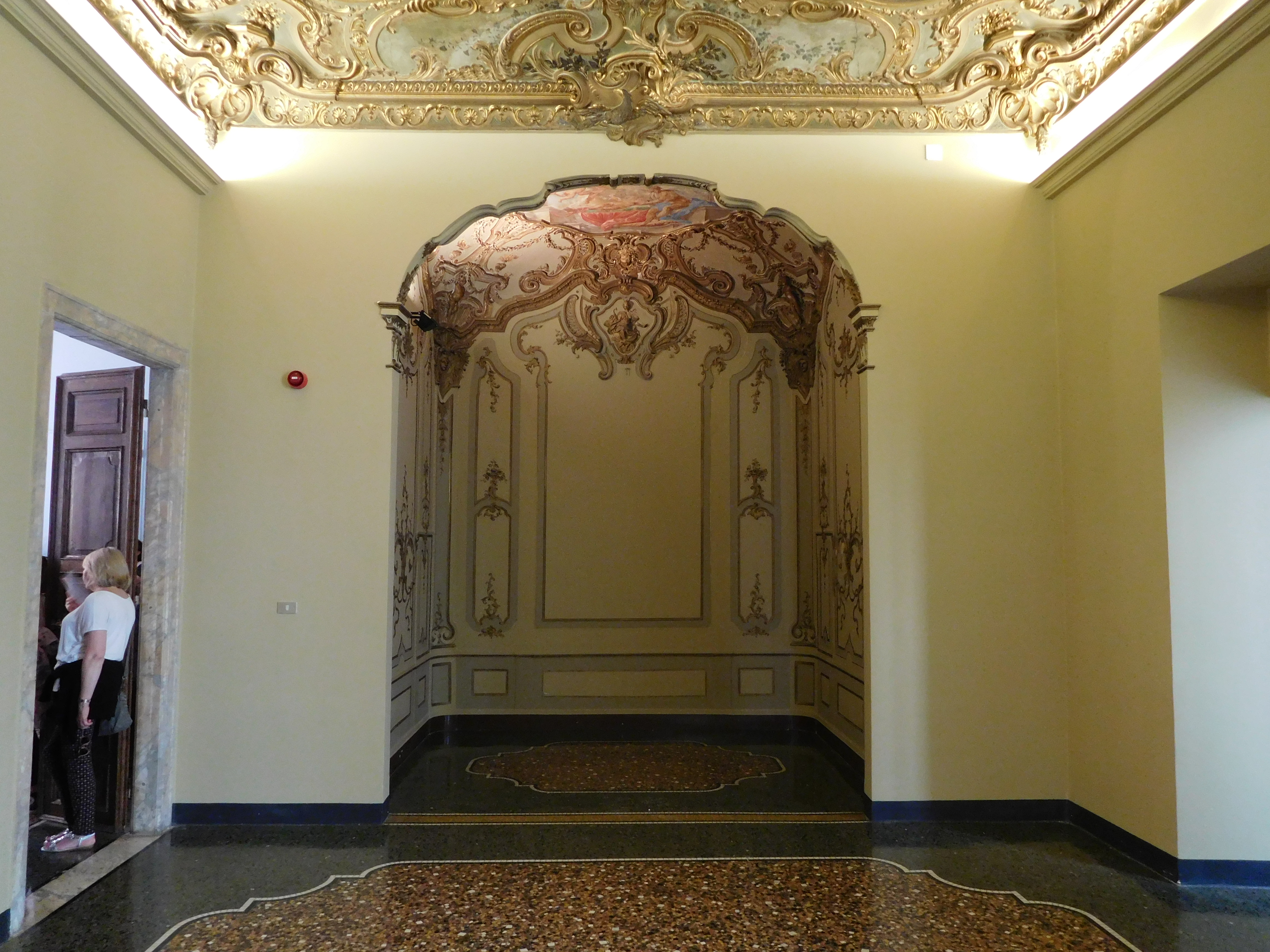
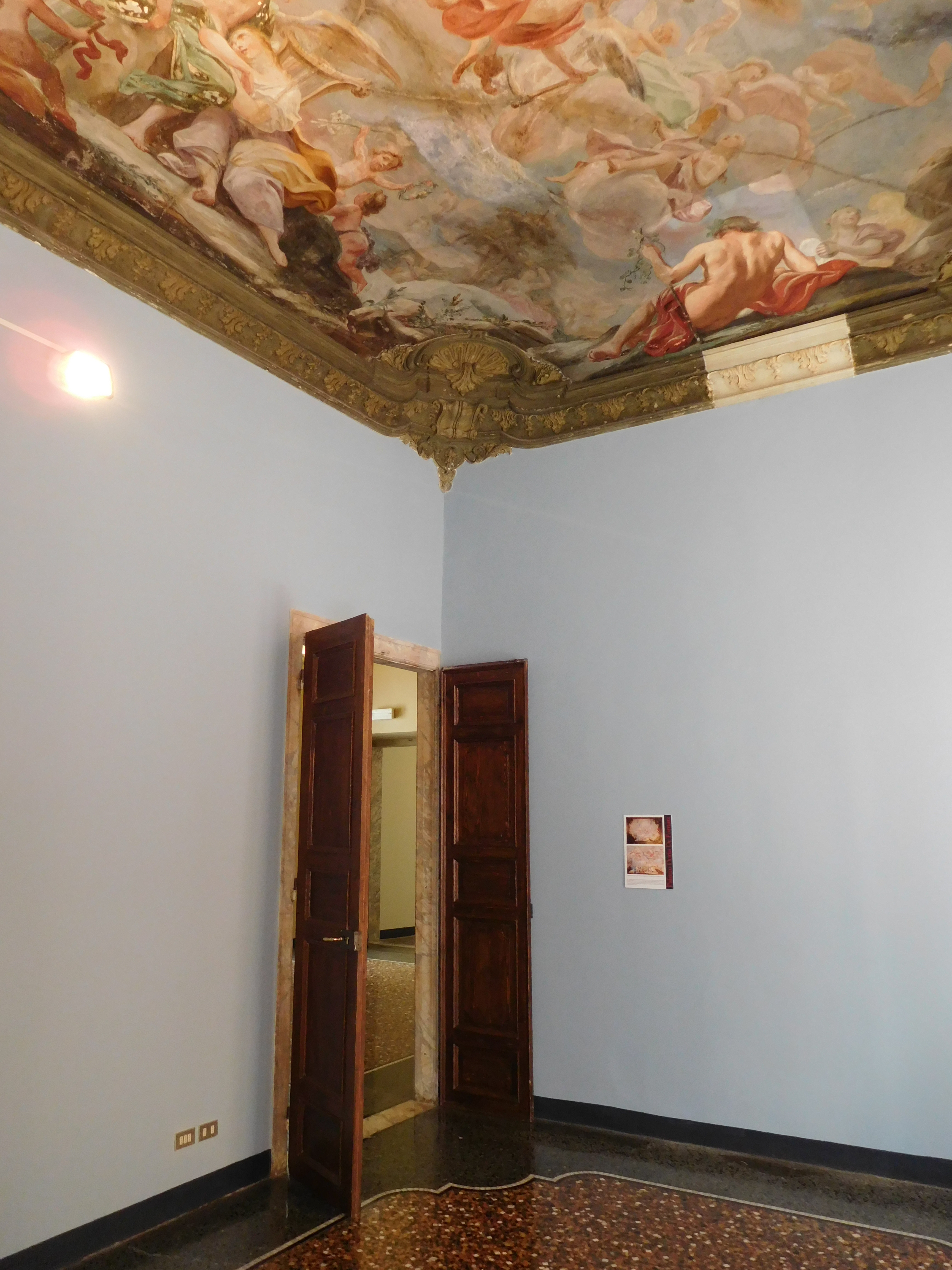
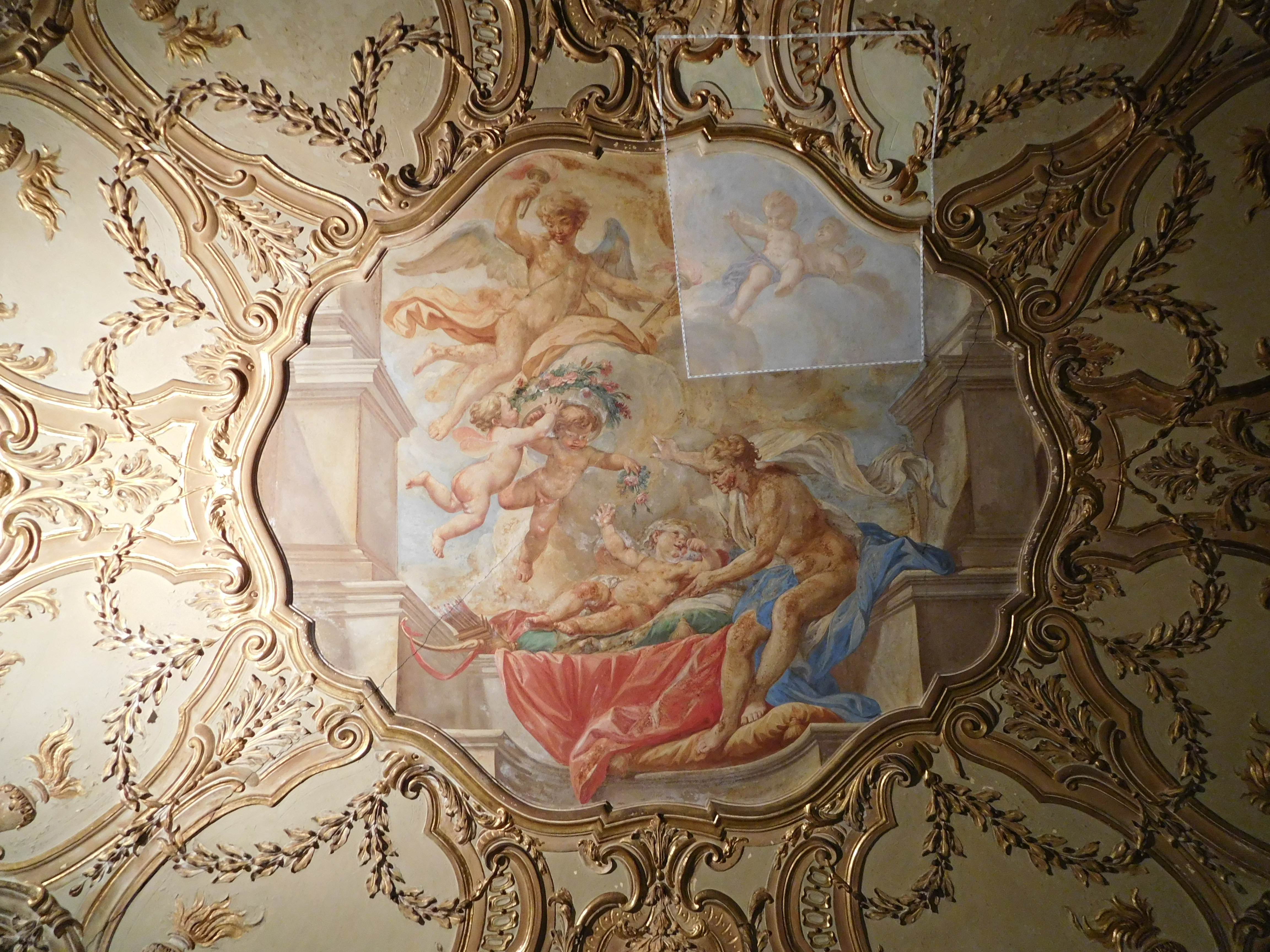
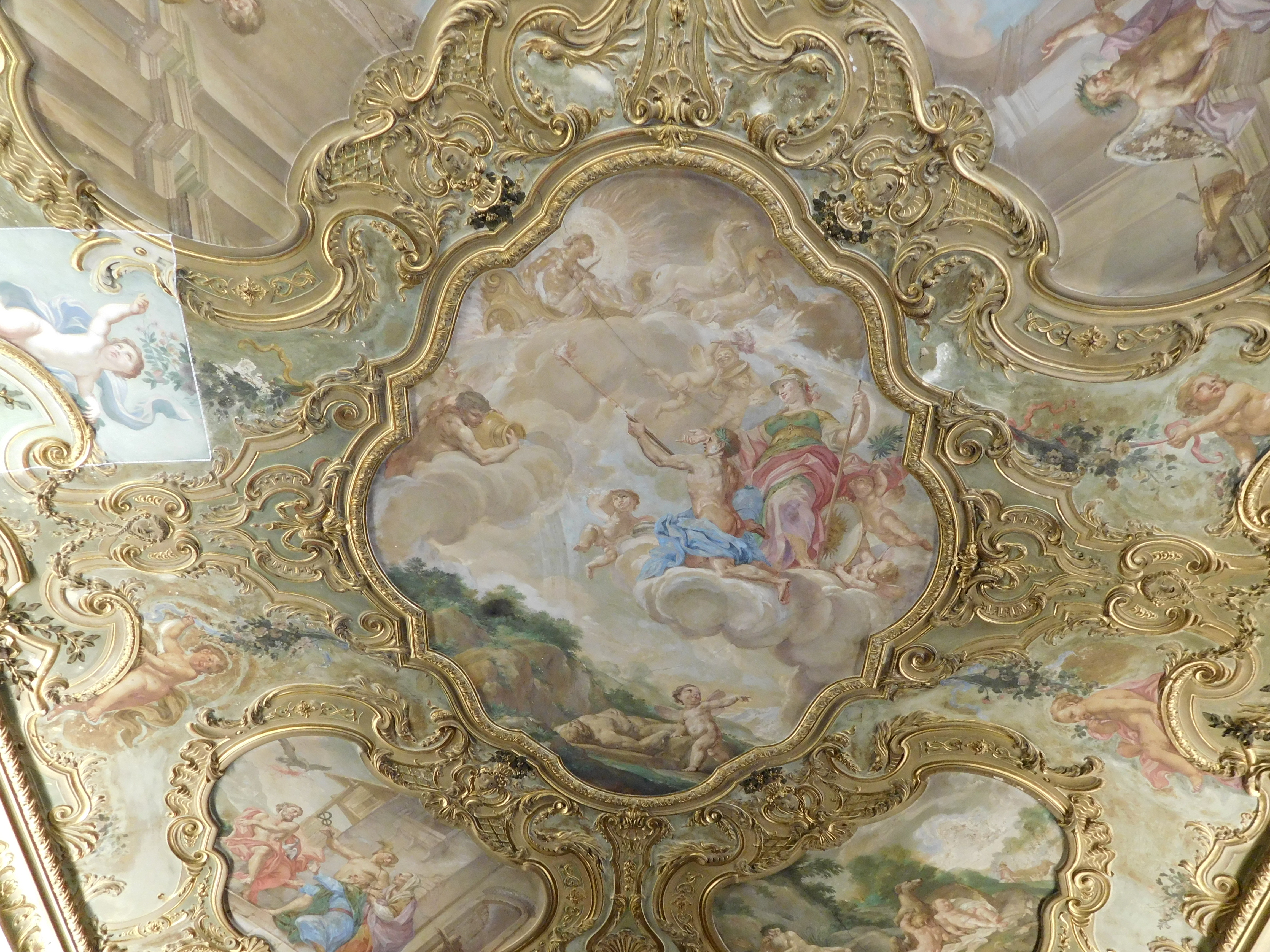
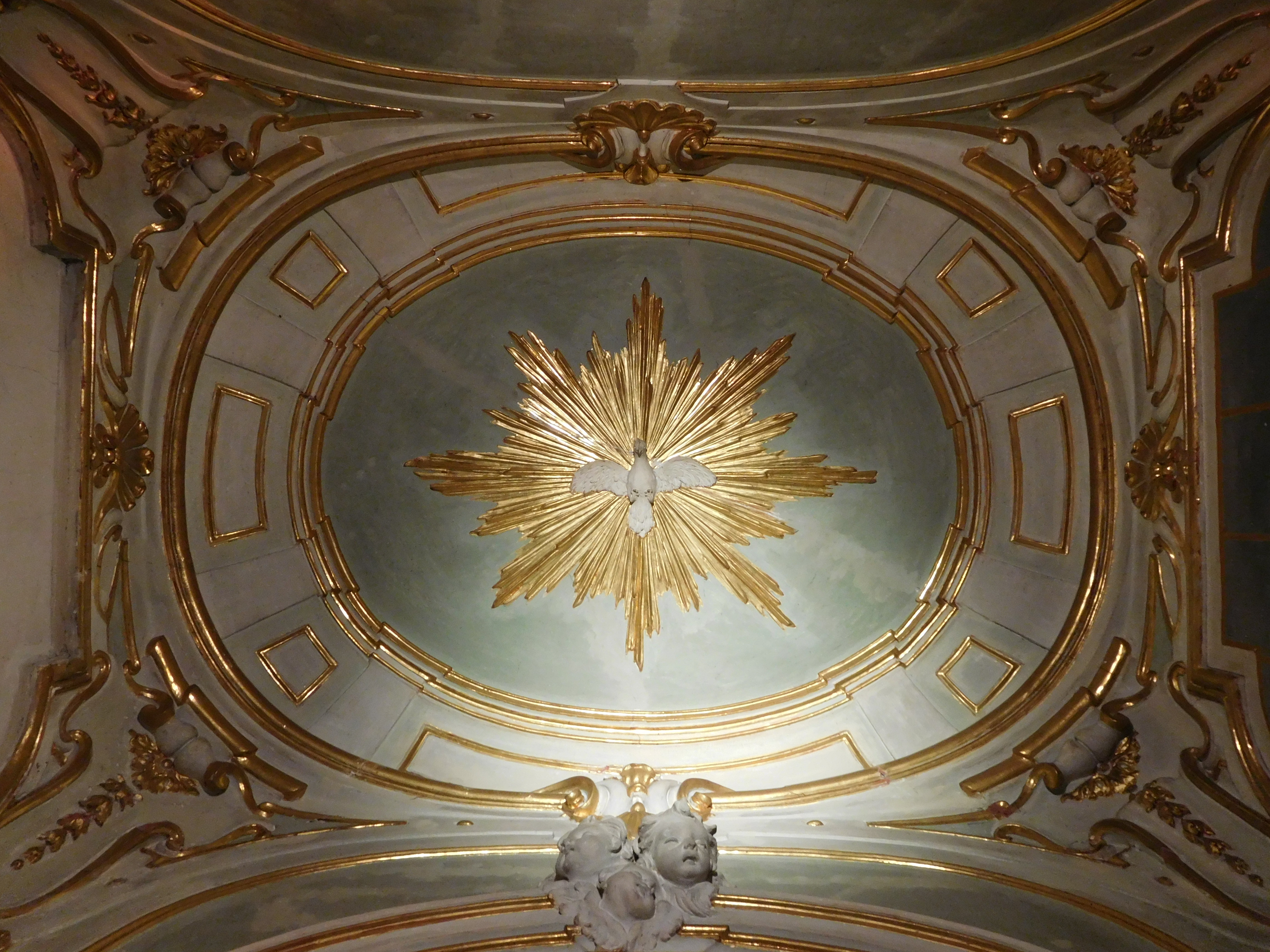